# Riihimäki
Riihimäki è una città finlandese di 28349 abitanti, situata nella regione del Kanta-Häme.
La città si trova nella provincia della Finlandia meridionale e fa parte della regione del Kanta-Häme. La città si estende su una superficie di 125,56 km², di cui 4,54 km² è l'acqua. La densità di popolazione è 240,07 abitanti per km².

## Storia
Riihimäki nasce intorno alla stazione ferroviaria Riihimäki, una delle stazioni originali sulla pista di Helsinki-Hämeenlinna (binario ferroviario principale della Finlandia). È diventato il primo nodo ferroviario in Finlandia quando la stazione Riihimäki - San Pietroburgo (pista da Riihimäki a Lahti) è stata inaugurata nel 1869. A poco a poco, la città è cresciuta intorno alla stazione.

### Simboli
Lo stemma del comune di Riihimäki è stato concesso il 15 agosto 1947.
Le fiamme simboleggiano l'industria, in particolare quella del vetro; i fasci di grano in punta sono simbolo dell'agricoltura; la fascia diminuita d'oro evoca la linea ferroviaria, che ha svolto un ruolo importante nello sviluppo della città.

## Amministrazione

### Gemellaggi
- Karlskoga, dal 1940
- Aalborg, dal 1949
- Bad Segeberg, dal 1954
- Skedsmo, dal 1958
- Gus-Hrustalnyj, dal 1960
- Husavik, dal 1966
- Szolnok, dal 1969[3]
- Olaine, dal 1997
- Jonava, dal 1999
- La Granja de San Ildefonso, dal 2001
- Suzhou, dal 2004